# Tomülpass
Der Tomülpass (2412 m ü. M.) ist ein Alpenpass im Schweizer Kanton Graubünden. Der Pass verbindet das Safiental mit dem Valsertal.

## Geschichte

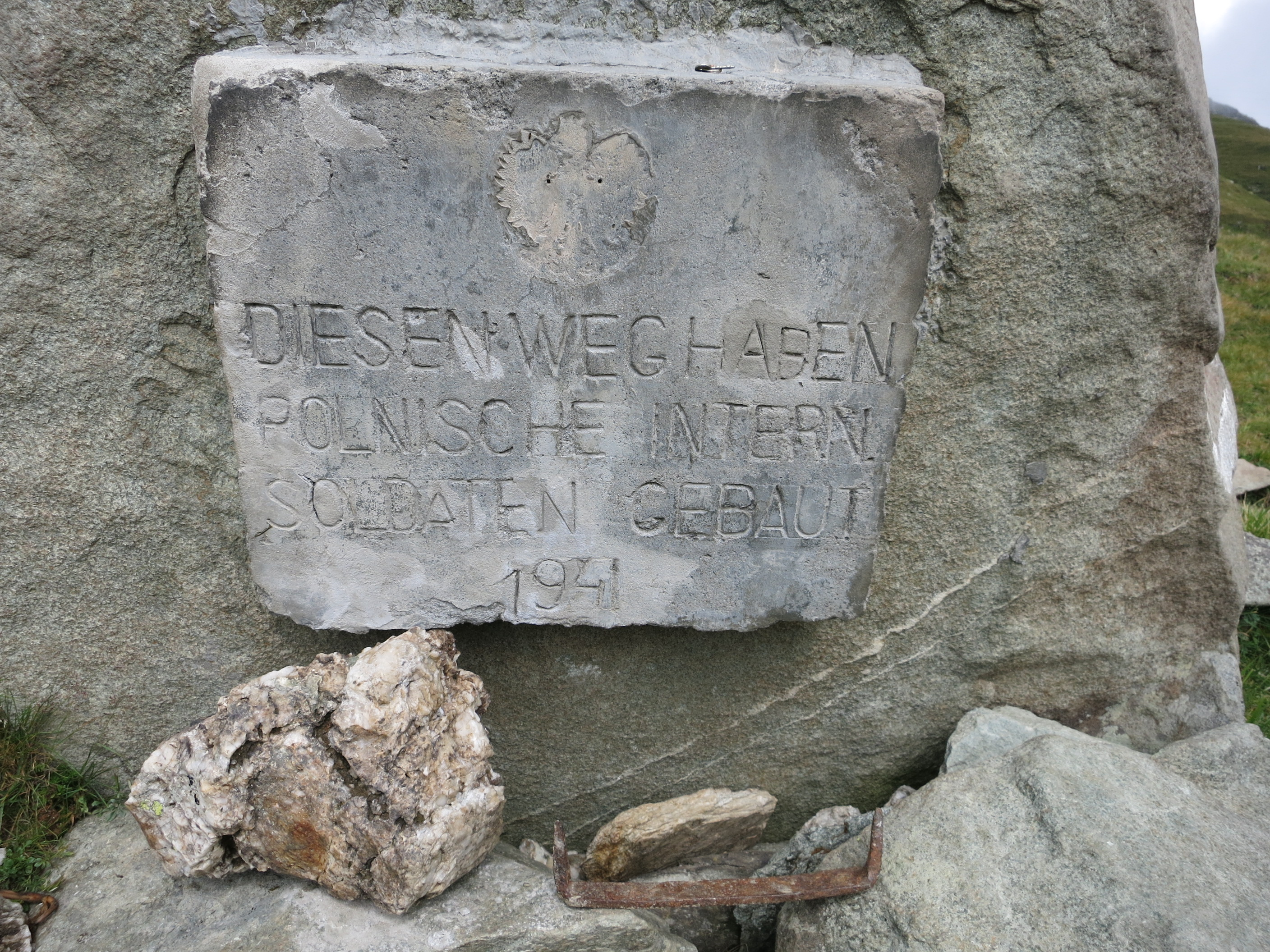
Tafel Polenweg

Im Spätsommer des Jahres 1869 fand ein Hirt im Alpgebiet eine Dolchklinge und einen Vogelgriffdolch aus der späten Bronzezeit. Funde aus der Eisenzeit in Surcasti, Vella und Vals lassen vermuten, dass diese Route schon damals für Passverkehr genutzt wurde. Der Pass hatte allerdings nur lokale Bedeutung.
Während des Zweiten Weltkriegs wurde der Passweg auf der Safier Seite via Alp Falätscha bis zur Passhöhe von internierten Polen befestigt (Polenweg) und für leichte Motorfahrzeuge befahrbar gemacht. Die im Sommer 1941 in Turrahus untergebrachten Studenten des Hochschullagers Fribourg ergänzten dabei die schon 1940 im Tal untergebrachten 220 Franzosen in Platz und Thalkirch sowie die mehreren hundert Polen auf der Grossalp im Süden des Safientals. Die Franzosen waren nur 1940 im Tal und verbesserten den Weg über den Glaspass, die so genannte „Stäga“. Die Internierten bauten oder sanierten im Safiental insgesamt 50 km Alpwege.
Südlich des Tomülpasses bauten die internierten Polen auch eine Seilbahn zum Safierberg, die vor allem für militärische Zwecke im Zweiten Weltkrieg genutzt wurde. Alle diese Massnahmen zur Verbesserung der Infrastruktur dienten der rückwärtigen Absicherung des San-Bernardino-Passes via die Übergänge Safierberg und Valserberg zum Rheinwald hin. Auf der Valser Seite wurde von Internierten der Abschnitt von der Alp Tomül zur Passhöhe befestigt.

## Sanierung
Der Weg über den Pass gilt als wichtiger historischer Verkehrsweg; er ist auch ein wichtiges Beispiel für den Wegebau der Schweizer Armee. Am Weg wurde seit 1970 nichts mehr gemacht, er war an verschiedenen Stellen erodiert. Seit 2018 wird er restauriert, die Arbeiten sollen 2024 oder 2025 abgeschlossen werden.

## Wanderrouten
Die Alp Tomül (2179 m ü. M.) ist Eigentum der Gemeinde Flims. Sie ist Ausgangspunkt für die Normalroute auf den Piz Tomül und das Bärenhorn. Der Bergweg auf das Bärenhorn wurde aus dem schweizerischen Inventar der Wanderwege gestrichen und ist heute nicht mehr markiert.
Vom Pass gelangt man auf gutem Pfad (Grad T2) über Alpweiden und Wiesen in müheloser Wanderung über die Alp Falätscha zum Turrahus (1694 m ü. M.) ins Safiental oder in die andere Richtung über die Alp Tomül (2179 m ü. M.) nach Vals.
Die Strecke ist auch bei Mountainbikern beliebt und Teil der nationalen Route 1 Alpine Bike von SchweizMobil. Die Etappe gilt als technisch und konditionell anspruchsvoll.